# Сюрле де Шокье, Эразм Луи
Барон Эразм Луи Сюрле де Шокье (часто просто Шокье; фр. Érasme-Louis Surlet de Chokier; 27 ноября 1769[…], Льеж — 7 августа 1839[…], Gingelom, Лимбург) — бельгийский государственный деятель, в период Бельгийской революции — первый правитель («регент») независимой Бельгии. 

## Биография
Родился в 1769 году в Льеже в дворянской семье, владевшей поместьем в окрестностях Гингелома (Жинжелома) и служившей льежскому князю-епископу, вассалу австрийцев (см. Австрийские Нидерланды). Уже в ранней юности проникся революционными идеями. Участвовал в Льежской революции 1789 года, организованной по образцу Французской, и закончившейся изгнанием князя-епископа. Затем служил в льежской революционной армии, которая год спустя была разбита австрийцами. Шокье бежал в Бреду, где оставался до тех пор, пока французские войска не заняли Льеж (1792). 
После этого Шокье на протяжении четверти века поддерживал французов, был деятельным сторонником сперва революционного, а затем наполеоновского правительства. Занимал различные выборные должности, в частности, был мэром Гингелома (с 1800) и депутатом нижней палаты наполеоновского парламента («палаты немых»; с 1812 года). 
После падения Наполеона, Шокье избрался в Палату представителей Генеральных штатов — парламент королевства Нидерланды, которому была передана Бельгия. В 1816 году получил от короля Виллема I баронский титул. В дальнейшем стал одним из ключевых лидеров парламентской оппозиции (также известной, как «Южная оппозиция»), защищавшей привилегии южных провинций. Король Виллем, недовольный деятельностью Шокье, лично позаботился о том, чтобы в 1828 году тот не прошёл в парламент.
Когда разразилась Бельгийская революция, Шокье стал её активным участником и был избран сперва депутатом, а вскоре и председателем бельгийского Национального конгресса. В этом качестве он принимал активное участие в создании бельгийской конституции.
Шокье полагал, что будущее Бельгии лежит в союзе с Францией и настаивал на том, чтобы её королём стал герцог Немурский, сын нового короля Франции Луи-Филиппа, также пришедшего к власти в результате революции. Он был одним из авторов так называемого «предложения 52-х», официально приглашавшего герцога Немурского на бельгийский престол и был главой депутации, ездившей в Париж с этим предложением. Однако, под давлением великих держав Луи-Филипп отказался от провозглашения королём Бельгии своего сына. После этого Шокье 24 февраля 1831 года был избран регентом Бельгии на период выборов короля.
Согласно оценке ЭСБЕ, «Шокье был хорошим президентом конгресса, но совсем не годился в регенты. Он (…) не верил в возможность независимости Бельгии и мечтал о присоединении к Франции». Когда 21 июля 1831 года королём Бельгии был провозглашён Леопольд I, Шокье торжественно передал ему свои полномочия, но, по всей видимости был разочарован этим решением. Он отклонил предложение стать сенатором и удалился в своё поместье, где занялся сельским хозяйством. Король Леопольд назначил ему пенсию в размере 10 000 флоринов в год.
Шокье тяжело переживал подписание Лондонского договора 1839 года, которым Нидерланды наконец официально признали существование Бельгии в обмен на значительные территориальные уступки в провинции Лимбург, в котороЙ располагалось поместье Шокье. Хотя его земли остались на бельгийской территории, Шокье скончался в тот же день, когда было получено известие о разделе Лимбурга.